# Хунин (озеро)
Хунин — крупнейшее озеро на территории Перу, по происхождению остаточное. Несмотря на то, что озеро Титикака имеет бо́льшие размеры, его восточный берег находится на территории Боливии. Озеро Хунин имеет урез воды 4082 м над уровнем моря. Площадь поверхности — 529,88 км². Высота над уровнем моря — 4080 м.
Бо́льшая часть озера расположена в провинции Хунин, а небольшая его часть на северо-западе — в провинции Паско.

## Фауна
В озере обитают эндемичные виды птиц, например, поганка Тачановского.
Озеро Хунин покрыто густой надводной растительностью. Озеро также богато рыбой, имеется несколько интродуцированных видов. В окрестностях озера также обитает вид Laterallus tuerosi, находящийся под угрозой исчезновения.